# Честерский епископ
«Честерский епископ» (англ. Bishop of Chester) — английский фразеологизм, намёк на человека, который, обладая значительным богатством, стремится выглядеть в глазах окружающих как бедный. Входит в состав английских пословиц. Значительные доходы Честерского духовенства были известны с XV века, однако представители прихода не стремились предавать его излишней огласке. В связи с этим возникло саркастическое выражение характеризующее подобное поведение. С функционально-семантической точки зрения оборот характеризуется выраженной иронией, основанной на контрасте определения и контекстуального значения прилагательного, определяющего сравнение. Таким образом, выражение «беден как честерский епископ» («bare as the bishop of Chester») — означает «очень богат».  